# Consiglio dei ministri
Il consiglio dei ministri è, nel diritto costituzionale, uno degli organi che compongono il governo e, precisamente, l'organo collegiale che riunisce i ministri sotto la presidenza del capo di Stato o, secondo la forma di governo adottata, del capo del governo (primo ministro, presidente del consiglio dei ministri, cancelliere ecc).
La denominazione "consiglio dei ministri" è utilizzata in vari ordinamenti, tra i quali l'Italia (fin dall'Unità, sebbene lo statuto Albertino, a differenza dell'attuale costituzione, non ne facesse menzione), la Francia e altri paesi francofoni, il Belgio, i Paesi Bassi, il Portogallo, la Polonia, la Spagna e altri paesi di lingua spagnola. In altri ordinamenti l'organo corrispondente prende il nome di gabinetto (usato nei paesi anglosassoni ma anche in Messico e Argentina), consiglio di Stato (usato in Finlandia), consiglio esecutivo o, semplicemente, governo. 
Nonostante si chiami "consiglio dei ministri", spesso nelle riunioni sono presenti anche viceministri, i quali hanno il compito di coadiuvare i rispettivi ministri.
È talvolta denominato "consiglio dei ministri dell'Unione Europea" anche il consiglio dell'Unione europea, organo che, tuttavia, non è assimilabile, né per composizione, né per funzioni, al consiglio dei ministri di uno stato.